# Pazar (Tokat)
Pour les articles homonymes, voir Pazar.
Pazar est une ville et un district de la province de Tokat dans la région de la mer Noire en Turquie.